# Michelle Alves
Michelle Kristine da Silva Alves (Londrina, Paraná, 19 de septiembre de 1978) es una modelo brasileña.

## Biografía
Nació en Brasil el 19 de septiembre de 1978, estudió ingeniería civil en la Universidad de Londrina antes de mudarse a São Paulo, donde se inició como modelo. Habla portugués, italiano, francés e inglés.
Hizo su debut con Gianfranco Ferré en Milán en 1999 y desde entonces ha trabajado para marcas como Valentino, Christian Dior, Escada, Ralph Lauren, Missoni, Miss Sixty, Michael Kors, GAP, Emporio Armani, Michael Kors , Akris o Yves Saint Laurent. Ha trabajado con fotógrafos como Steven Meisel, Patrick Demarchelier, Bruce Weber, Gilles Bensimon, Mario Sorrenti, Nick Knight, Steven Klein, Phil Poynter, Walter Chin, Inez van Lamsweerde y Vinoodh Matadin y Richard Avedon.
Ha sido imagen de las firmas Emporio Armani, Calcedonia y Valisere, entre otras. Además, es habitual verla en las pasarelas más importantes luciendo ropa de los diseñadores más destacados como, por ejemplo, Gianfranco Ferre, Emanuel Ungaro Valentino y Donatella Versace.

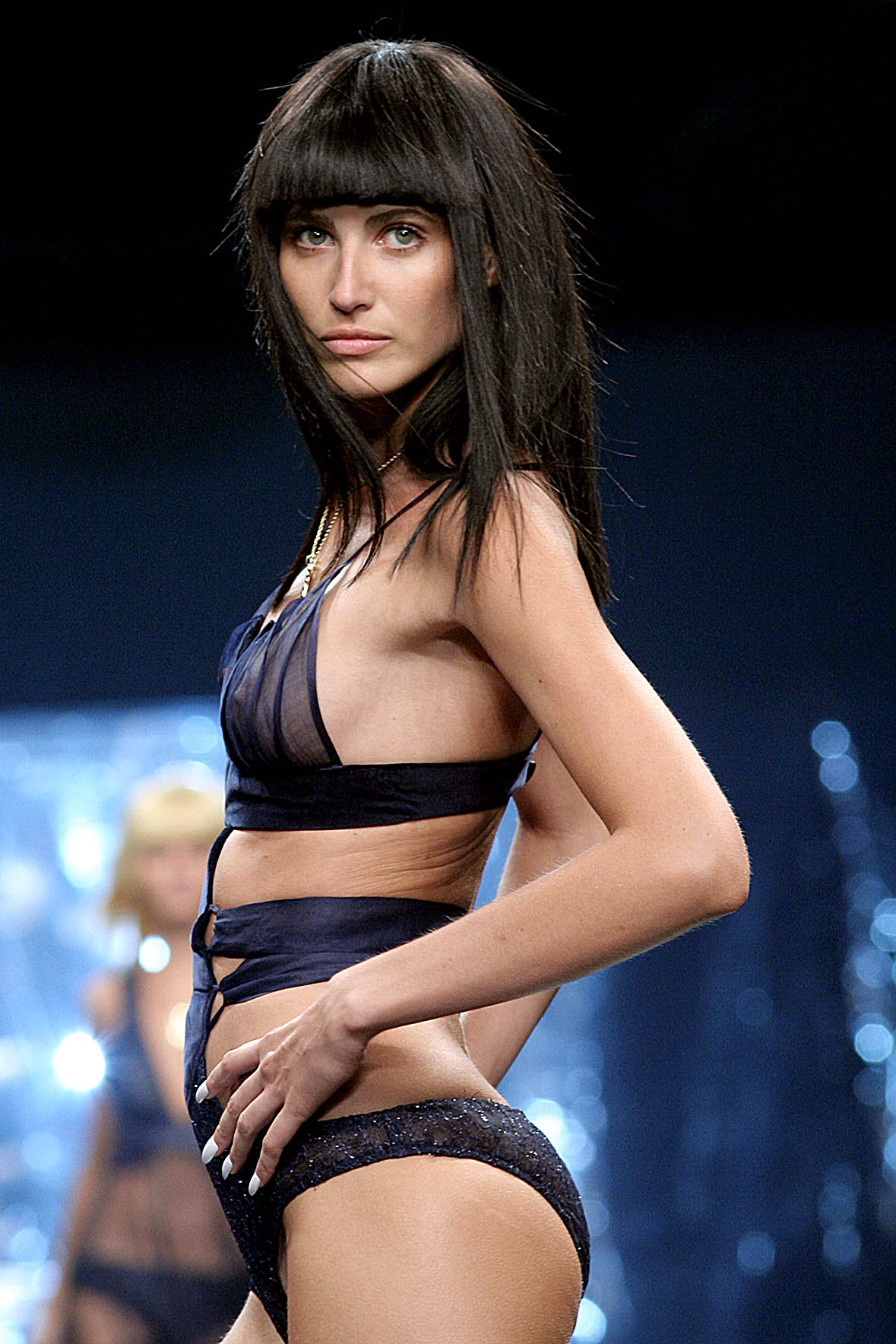
Michelle Alves desfilando.

## Películas
| Año  | Película                                           | Datos  |
| ---- | -------------------------------------------------- | ------ |
| 2005 | Belíssima (serie TV)                               | Modelo |
| 2003 | The Victoria's Secret Fashion Show (TV documental) | Modelo |
| 2002 | The Victoria's Secret Fashion Show (TV documental) | Modelo |